# Izhar Cohen
Izhar Cohen (hebraisk: יזהר כהן; født d. 13. marts 1951) er en israelsk sanger, der bedst er kendt for at vinde Eurovision Song Contest i 1978 i Paris i Frankrig,  med sangen "A-Ba-Ni-Bi" sammen med det medfølgende bånd "Alphabeta". 